# DIGITAL GRADE
DIGITAL GRADE（デジタルグレード）とは、バンダイがカプセル自動販売機にて販売するカプセルトイ（ガシャポン）の商品群のシリーズ名。HGシリーズと同スケールに凝縮された緻密な造形、デジタル技術を応用した成型と新塗装技術による「従来品を凌駕する完全塗装」を謳うフィギュアブランドである。略称は「DG」。

## 商品の概要
ウルトラシリーズ、仮面ライダーシリーズ、ガンダムシリーズ等を題材としたカプセルトイ。仮面ライダー4や、ウルトラマン4からはレアアソートが導入された。

## 商品ラインナップ

### ウルトラマンシリーズ
ウルトラマン1　2009年9月発売　
- ウルトラマン カラータイマー青Ver.
- ウルトラマン カラータイマー赤Ver.
- ベムラー
- レッドキング
- バルタン星人 本編Ver.
- バルタン星人 撮影会Ver.
- バルタン星人 分身Ver.
- ゾフィー

ウルトラマン2　2009年12月発売
- ウルトラマンゼロ
- ウルトラセブン
- ウルトラマンベリアル
- ゴモラA
- ゴモラB
- ゴモラC
- ザラガスA
- ザラガスB

ウルトラマン3　2010年5月発売
- ウルトラマンメビウス
- ウルトラマンエース
- ウルトラマンタロウA
- ウルトラマンタロウB
- バードン
- ジャンボキングA
- ジャンボキングB

ウルトラマン4　2010年9月発売　
- ウルトラマンレオ
- ダークロプスゼロ（レア）
- テクターギア・ゼロ
- テクターギア・ブラック
- ウルトラマンジャックA
- ウルトラマンジャックB
- ベムスター
- ザンボラー

### 仮面ライダーシリーズ
仮面ライダー1　2009年10月発売　
- 仮面ライダーW サイクロンジョーカー
- 仮面ライダーディケイド コンプリートフォーム
- 仮面ライダー電王 超クライマックスフォーム
- 仮面ライダークウガ マイティフォーム
- ブラック将軍
- ブラック将軍 左腕ドリルVer.

仮面ライダー2　2010年1月発売　
- 仮面ライダーW ファングジョーカー
- 仮面ライダーディケイド
- 仮面ライダーNEW電王 ストライクフォーム
- 仮面ライダーBLACK
- 仮面ライダー新2号

仮面ライダー3　2010年4月発売　
- 仮面ライダーW サイクロンジョーカーエクストリーム
- 仮面ライダーアクセル
- 仮面ライダーディエンド
- 仮面ライダークウガ アルティメットフォーム
- 仮面ライダークウガ アルティメットフォーム ダークアイズVer.
- ン・ダグバ・ゼバ

仮面ライダー4　2010年8月発売　
- 仮面ライダーW サイクロンジョーカーエクストリーム
- 仮面ライダーアクセルトライアル
- 仮面ライダーブレイド キングフォーム
- シャドームーン
- シャドームーン サタンサーベルVer.（レア）

仮面ライダー5　2010年11月発売
- 仮面ライダーオーズ タトバコンボ
- 仮面ライダーオーズ タトバコンボ トラクローVer.（レア）
- 仮面ライダーオーズ ラトラーターコンボ
- 仮面ライダーW ヒートメタル
- ナスカ・ドーパント
- Rナスカ・ドーパント

仮面ライダー6　発売無期延期　
- 仮面ライダーオーズ キャラクターA
- 仮面ライダーオーズ キャラクターA（レア）
- 仮面ライダーオーズ キャラクターB
- 仮面ライダーファイズ ブラスターフォーム
- 仮面ライダーオーガ

### ガンダムシリーズ
ガンダムユニコーン　2009年11月発売　
- ユニコーンガンダム（ユニコーンモード）
- リゼル
- リゼル（隊長機）
- クシャトリヤ
- ギラ・ズール

ガンダムユニコーン2　2010年3月発売　
- ユニコーンガンダム（ユニコーンモード）
- ユニコーンガンダム（デストロイモード）
- スタークジェガン
- リゼル
- リゼル（隊長機）
- ギラ・ズール（重装備）

### EVANGELION FILE ~貞本義行コレクション~シリーズ
EVANGELION FILE ~貞本義行コレクション~　2009年11月発売　
- 碇シンジ
- 綾波レイ
- 真希波・マリ・イラストリアス
- 式波・アスカ・ラングレー
- 葛城ミサト
- 葛城ミサト（別髪Ver.）

EVANGELION FILE ~貞本義行コレクション~2　2010年6月発売　
- 綾波レイ
- 渚カヲル
- 式波・アスカ・ラングレー
- 真希波・マリ・イラストリアスA
- 真希波・マリ・イラストリアスB

EVANGELION FILE ~貞本義行コレクション~3　2010年12月発売　
- 渚カヲルA
- 渚カヲルB
- 綾波レイ
- 式波・アスカ・ラングレー
- 真希波・マリ・イラストリアス

### ドラゴンボールシリーズ
ドラゴンボール改01　2010年3月発売　
- 孫悟空
- ベジータ
- フリーザ
- トランクス
- ピッコロ

ドラゴンボール改02　2010年7月発売　
- 孫悟空
- 超ベジータ
- セル
- 人造人間19号
- 人造人間13号

ドラゴンボール改 サイヤ人伝説　2010年12月発売　
- 超サイヤ人3 孫悟空
- 超サイヤ人3 ベジータ
- 超サイヤ人2 孫悟飯
- トランクス
- ターレス

ドラゴンボール改03　発売無期延期
- 孫悟空
- ピッコロ
- セル
- 人造人間20号
- 人造人間15号

### ワンピースシリーズ
ワンピース1　2011年1月発売　
- モンキー・D・ルフィ
- ポートガス・D・エース
- シャンクス
- ナミ
- エンポリオ・イワンコフ

### 熱帯魚
熱帯魚　2010年6月発売　
- 小型カラシン
- グッピー
- コリドラス